# ガルダイア
ガルダイア（アラビア語: غرداية、ベルベル語 :Taγerdayt）は、アルジェリアのガルダイア県の県都である。人口は10万人以上とみられる。ガルダイアからはチュニジアのガベスへと舗装道路が伸びている。
ムザブ谷の中心にあり、アルジェリアのイバード派ムスリムの拠点で、中世の建築様式をよく保っている。その谷の一部は世界遺産に登録された。

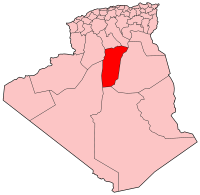
ガルダイア県の位置

## 主な出身者
- モフタール・ベルモフタール